# A Pallas nagy lexikona
A Pallas nagy lexikona (Grande Encyclopédie Pallas) est la première encyclopédie hongroise complète non issue d'une traduction. Elle fut publiée entre 1893 et 1897. Elle comprend 16 volumes, 150 000 articles, et regroupe le travail de 300 auteurs.